# Два тижні (фільм, 1920)
«Два тижні» (англ. Two Weeks) — американська комедійна мелодрама режисераСідні Франклін 1920 року.

## Сюжет
Хористка сподівається піднятися на вершину слави і, таким чином приймає залицяння багатого чоловіка. Але вона боїться за свою репутацію та безпеку…

## У ролях
- Констанс Толмадж — Лілум Блер
- Конуей Тірл — Кеннет Максвелл
- Реджинальд Мейсон — Реджинальд Клонбері
- Джордж Фосетт — Джимбі Льюїс
- Темплар Сакс — Біллі Крен
- Вільям Фредерік — Вільям Бреді
- Том Камерон — Ноулз
- Гертруда Дойл — Лінда
- Флоренс Хоуп — Грейс
- місіс Венслі Томпсон — місіс Максвелл